# Дрогон дьо Отвил
Дрогон дьо Отвил (на италиански: Drogone d'Altavilla; на френски: Drogon de Hauteville; Drogon d’Apulie; на латински: Drogo, fr. Dreu; * 1010/1020; † 10 август 1051) от норманския род Отвили, е от 1046 до 1051 г. граф на Апулия.

## Биография
Той е вторият син на Танкред II дьо Отвил (980 – 1041) и първата му съпруга Муриела, дъщеря на херцога на Нормандия Ричард II. Брат е на Вилхелм Желязната ръка († 1046), 1043 граф на Апулия, Хумфред († 1057), 1051 граф на Апулия, и полубрат на Робер Гискар († 1085), 1057 граф на Апулия, и Рожер I († 1101), 1062 граф на Сицилия.
През 1035 г. Дрогон, заедно с братята си Вилхелм и Хумфред, напуска Нормандия и отива в Южна Италия, където се бият като наемници на страната на византийците за освобождението на Сицилия от арабите. През 1038 г. участва в кампанията на Георги Маниак в Сицилия.
Вилхелм става граф на Апулия през 1042 г., а Дрогон – господар на Веноза. Той основава манастир Сантисима Тринитà ди Веноза. През 1046 г. Дрогон наследява брат си Вилхелм като граф на Апулия. През 1047 г. император Хайнрих III потвърждава титлата му.
През 1050 г. папа Лъв IX го кани в Беневенто и го прави защитник на Беневенто заедно с Ваймар IV от Салерно. На 8 август 1051 г. Дрогон преговаря отново с папата.
Дрогон е убит на 10 август 1051 г. в крепостта Монте Иларо (в територията на Орсара ди Пуля) и е погребан в църквата на манастир „Света Троица“ във Веноза.

## Семейство
Първи брак: с Алтруда от Салерно († пр. 1045). Те имат децата:
- Ричард (* ок. 1045; † 29 ноември 1129)
- Рока († юли 1112/1115]), омъжена за Уберто
- Ерембурга († пр. 1101)

Втори брак: през 1046 г. с Гайтелгрима ди Салерно, дъщеря на Гвемар IV принц на Салерно и втората му съпруга Пурпура. Бракът е бездетен.
След смъртта му Гайтелгрима се омъжва в края на 1051/ май 1052 г. за Роберто ди Лучера граф на Гаргано.